# Aba (mađarsko pleme)
 Ovo je glavno značenje pojma Aba (mađarsko pleme). Za indijansko pleme pogledajte Aba (indijansko pleme).
Aba je srednjovjekovno ugarsko pleme. Njegovi članovi podijeljeni u više grana bili su našički i voćinski vlastelini. Podupirali su dolazak Karla I. Roberta na ugarsko prijestolje i bili među protivnicima Žigmunda Luksemburgovca. Dimitrije I. (spominje se 1214. – 1243.), odgojitelj hercega Kolomana, potom meštar kraljevih peharnika, dobio je 1240. od hercega dio posjeda Našica. Njegovu unuku Aleksandru II. (spominje se 1282. – 1326.) darovao je 1310. Karlo I. Robert drugi dio našičkog posjeda, a 1312. i posjed templara Sveti Martin kraj Našica s pravom da ondje podigne castrum. Godine 1350. pred bosanskim Kaptolom u Đakovu sporio se Denk I. (spominje se 1336. – 1350.) zbog posjeda Ladislavovca, Luke i Jagodnje. Njegov unuk Žigmund Našički (spominje se 1394. – 1403.) pao je u nemilost kralja Sigismunda Luksemburgovca i izgubio Našice. Potomci Petra I., sina Dimitrija I., držali su od XVI. do XVIII. st. posjed Radovan kraj Ivanca u Varaždinskoj županiji. Plemenu Aba pripada i ogranak Atyinay. Njihovu članu Lovri II. (spominje se 1277. – 1290.) darovala je 1290. kraljica majka Elizabeta posjed Sveti Martin kraj Virovitice nazvavši Lovru »svojim dragim rođakom«. Od Karla I. Roberta dobili su 1317. više posjeda te gradove Voćin, Drenovec i Novake. Tom darovnicom osnovan je ogranak plemena Aba-Voćinski. Zbog sudjelovanja u ustanku protiv Sigismunda Luksemburgovca 1403., kralj im je oduzeo Voćin.